# Freddie Bell
Ferdinando Dominick Bello, conocido como Freddie Bell, (Philadelphia, 29 de septiembre de 1931 – 10 de febrero de 2008) fue un músico estadounidense, cuyo grupo Freddie Bell and the Bellboys fue muy influyente en el desarrollo del rock and roll en la década de los 50. Fue un destacado artista del Las Vegas Strip en las décadas de 1950 y 1960, y continuó actuando en Las Vegas hasta sus últimos años después de la desaparición del grupo.

## Biografía
Bell era hijo de italianos y creció en Nueva Jersey. Tocó el trombón, el bajo, la batería y cantó en varias bandas incluida la de Ernie Ventura. En 1952 formó su propio grupo, the Bellboys, junto a Jack Kane (saxofón), Frankie Brent (bajo / guitarra), Russ Conti (piano), Chick Keeney (batería), y Jerry Mayo (trompeta). Fueron uno de los primeros grupos blancos en tocar los éxitos de R&B del momento, y perfeccionaron su show en el Medio Oeste antes de conseguir una reserva en el Sands Hotel and Casino en Las Vegas.
En 1955, el grupo hizo su primera grabación con el Teen Records label, incluida la versión de Leiber and Stoller "Hound Dog" (grabada por primera vez por Big Mama Thornton). Cuando estaban tocando la canción en Las Vegas, tenía a Elvis Presley en el auditorio, que quedó impresionado por la actuación y decidió hacerla parte de su repertorio. Freddie Bell y el grupo se convirtieron en unos habituales en Las Vegas en la década de los 50 y 60, tocando habitualmente en The Sands, el Desert Inn, el Sahara Hotel, el Flamingo Hotel, entre otros. Al grupo se le unió Roberta Linn, con el que Bell estuvo casado entre 1961 y 1973.
Continuó actuando en Las Vegas hasta sus últimos años después de la desaparición del grupo a mediados de la década de 1960.
La última grabación de Bell fue Those Were The Nights (2006), una canción tributo escrita por Richard Friedland y Ray Stribe que presentó a las leyendas de Las Vegas Babe Pier, Carme y Peter Anthony junto con Freddie.
Freddie Bell se casó cuatro veces y tuvo seis hijos y un hijastro.